# 응에안성
응에안성(베트남어: Nghệ An / 省乂安)은 베트남의 성 중 가장 면적이 넓은 성으로 베트남의 북중부 해안에 위치한다. 동쪽에는 통킹만이 있고, 서쪽은 라오스와 경계를 이룬다. 남쪽에 하띤 성이 있고, 북쪽에는 타인호아성이다. 7번 국도를 따라 꾸아로 항구까지 미얀마, 태국, 라오스, 베트남을 연결하는 동서 경제 회랑에 위치하고 있다.
1개의 시, 3개의 시진과 17개의 현이 있다. 빈은 1급 도시이며,이 성과 북부 중앙 해안 전체를 아우르는 경제와 문화 중심지이다.

## 역사
역사적으로도 응에안성은 홍강 삼각주와 남중국해의 해상교역망을 묶는 전략적으로 요충지였다. (이 지역보다 북쪽 지역은 송대 이후가 되면서 선박이 하이난섬을 경유하는 경우가 많기 때문에 해상 교역망에서 이탈되어 있었다). 따라서 베트남 이조가 몇 차례 원정을 시도했고, 진랍(앙코르 왕조)의 수리야바르만 2세와 자야바르만 7세 등도 침입했다.
삼국지에서는 일남군이라는 지명으로 등장하며 후한 최남단에 있었다. 습도가 높고 기후가 좋자 않으며 온갖 풍토병이 창궐해 유배지로는 최고로 좋은 곳이었다. 이 곳에서 곽마가 반란을 일으킨 것이 원인이 되어 오나라가 멸망하고 사마염에 의해 천하통일이 이루어졌다.
1930년에 응에안성과 하띤성에서 응에띤 소비에트(Xô Viết Nghệ Tĩnh)의 봉기가 일어났다. 응에안성은 베트남 독립의 아버지 판보이쩌우와 호찌민의 출생지이기도 하다.

## 지리
응에안성의 전체 면적은 16,487 km2에 이르는 해안 평야 지대로 라오스의 국경 산악 지대와 접경하고 있다. 응에안성은 베트남에서 가장 긴 국경선을 가지고 있으며, 라오스와 419km의 국경을 접하고 있다. 국제 하천인 남강(藍江)이 라오스의 루앙프라방주, 씨앙쿠앙주 및 베트남의 응에안성, 하띤성을 흐르고 있다. 동쪽으로는 동해와 통킹만에 접한다.
응에안성은 여름과 겨울의 두 계절이 구분되는 열대 몬순 기후 지역에 위치하고 있다. 평균 기온은 25.2 °C이며, 연 평균 강수량은 1,670 mm, 평균 습도는 86-87%에 이른다. 매년 4월부터 8월까지, 응에안성은 뜨겁고 건조한 남서풍의 영향을 받는다. 겨울에는 춥고, 습한 북동 몬순 바람의 영향을 받는다.

## 사람
킨족 이외에 오두족이 일부 여기에 살고 있다.
2019년 4월 1일 현재 응에안성 인구는 3,327,791명이며, 그 중 남성이 1,672,901명, 여성이 1,654,890명으로 인구 기준으로 전국 4위를 차지하고 있습니다 (하노이, 호찌민과 타인호아성 다음)이다. 평균 인구 밀도가 202명/km²이다. 인구 자연증가율이 1.33%이다.
2019년 4월 1일 현재 응에안성의 종교인은 292,732명으로, 대부분이 가톨릭으로 287,064명, 불교는 5,579명이다. 개신교와 같은 다른 종교는 58명, 이슬람교는 12명, 민리교는 5명, 호아하오교는 조다이 종교, 베트남의 순수불교는 각각 3명이 있다. 민스도, 바하이 신앙, 각 종교에 2명이 있고, 4대 그레이스의 추종자는 1명이다.

## 행정 구역

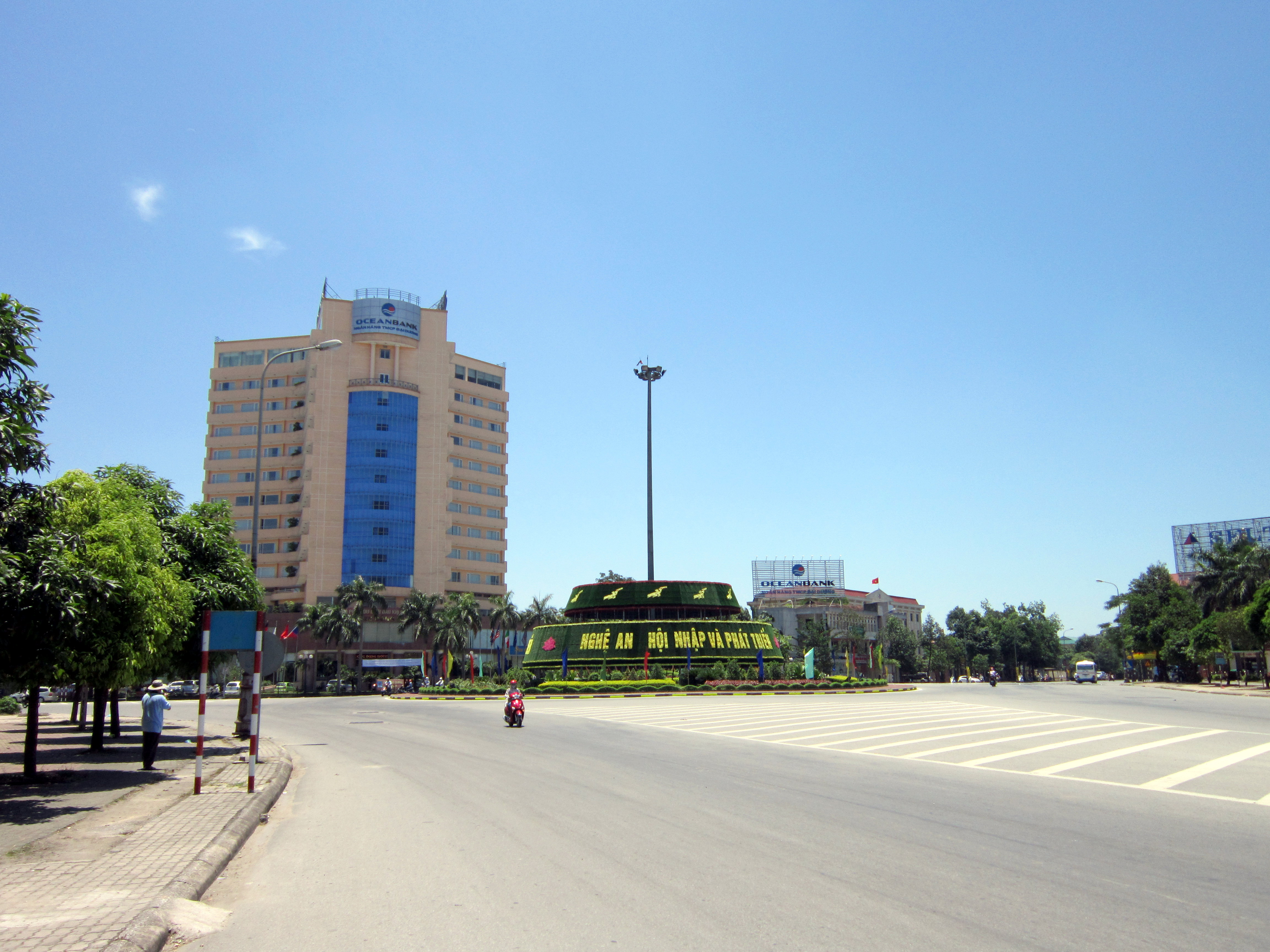
빈시 쩐푸 거리

하나의 도시와 하나의 시사 그리고 17개의 현이 있다. 437개의 지방 자치체가 있고, 베트남에서 가장 높은 성이다.

### 성도
- 빈 시 (Thành Phố Vinh / 永市)

### 시사
- 끄얼로 시사 (Thị xã Cửa Lò / 𨷶爐市社)
- 타이호아 시사 (Thị xã Thái Hòa / 太和市社)
- 호앙마이 시사 (Thị xã Hoàng Mai / 黃梅市社)

### 현
- 아인선현 (Huyện Anh Sơn / 英山縣)
- 꼰꾸옹현 (Huyện Con Cuông / 昆光縣)
- 지엔쩌우현 (Huyện Diễn Châu / 演州縣)
- 도르엉현 (Huyện Đô Lương / 都梁縣)
- 흥응우옌현 (Huyện Hưng Nguyên / 興元縣)
- 끼선현 (Huyện Kỳ Sơn / 祈山縣)
- 남단현 (Huyện Nam Đàn / 南壇縣)
- 응이록현 (Huyện Nghi Lộc / 宜祿縣)
- 응이어단현 (Huyện Nghĩa Đàn / 義壇縣)
- 꾸에퐁현 (Huyện Quế Phong / 桂峰縣)
- 꾸이쩌우현 (Huyện Quỳ Châu / 葵州縣)
- 꾸이헙현 (Huyện Quỳ Hợp / 葵合縣)
- 꾸인르우현 (Huyện Quỳnh Lưu / 瓊瑠縣)
- 떤끼현 (Huyện Tân Kỳ / 新圻縣)
- 타인쯔엉현 (Huyện Thanh Chương / 清漳縣)
- 뜨엉즈엉현 (Huyện Tương Dương / 襄陽縣)
- 옌타인현 (Huyện Yên Thành / 安城縣)

## 교통

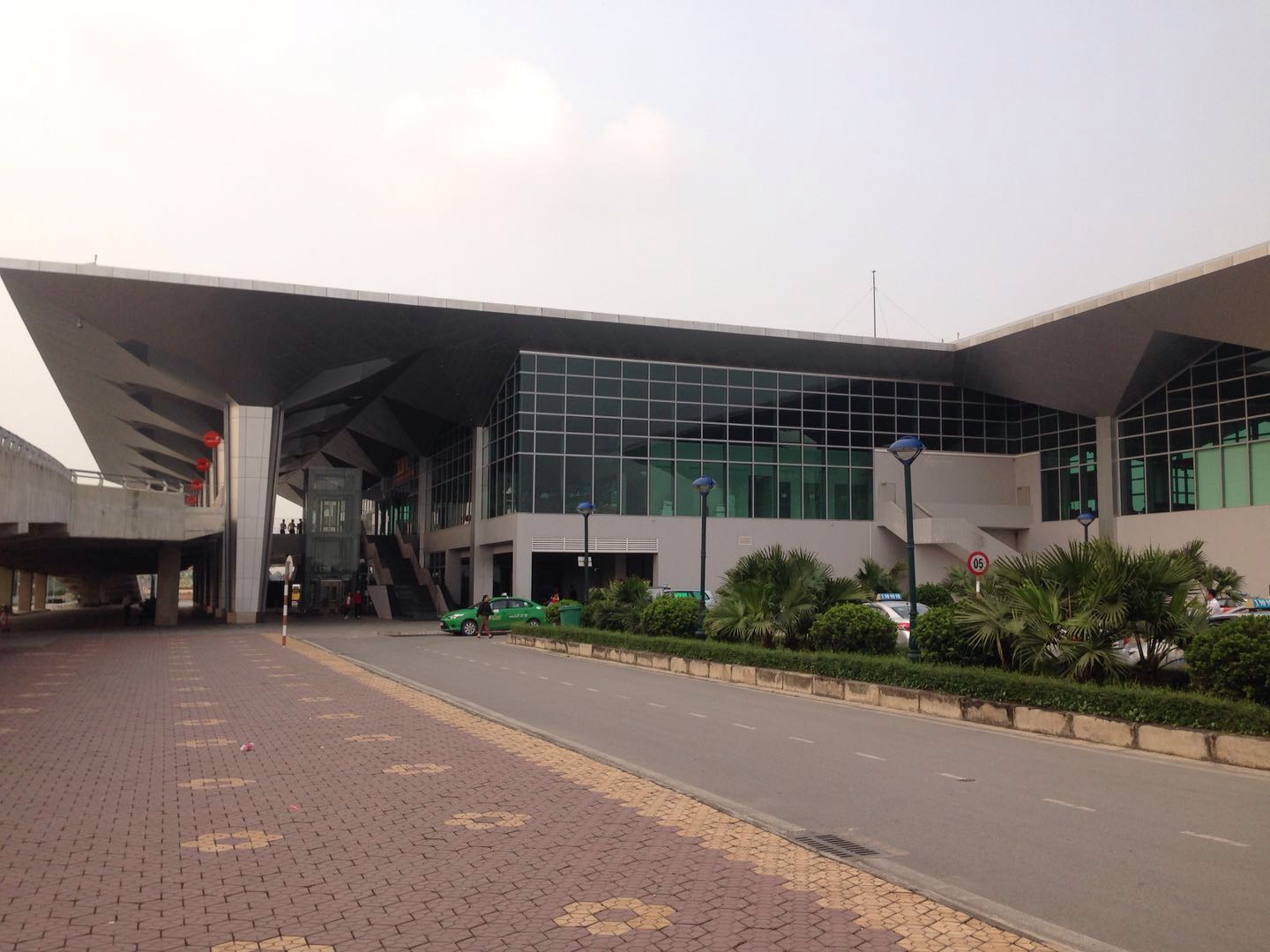
빈 국제공항

### 항공
- 빈 국제공항

국제선이기는 하지만 국제선 노선보다 호찌민, 하노이 등 주요 국내선 공항과 연결된다. 국제선은 주로 전세기로만 이용된다.

### 도로
응에안성을 지나가는 국도는 다음과 같은 것들이 있다.
- 국도 제1A호선
- 국도 제46호선
- 국도 제6B호선
- 국도 제7호선
- 국도 제15호선
- 국도 제48A호선
- 국도 제48C호선

## 인물
호찌민이 응에안 출신의 인물이다.

## 같이 보기
- 베트남의 행정 구역